# 托莫·绍科塔
托莫·绍科塔（1977年4月8日—），克罗地亚男子足球运动员，场上位置是前锋。他曾代表克罗地亚国家队参加2004年欧洲足球锦标赛，结果队伍止步小组赛阶段。